# Église Notre-Dame-de-Pitié de Tréguennec
 (juillet 2021).
Si vous disposez d'ouvrages ou d'articles de référence ou si vous connaissez des sites web de qualité traitant du thème abordé ici, merci de compléter l'article en donnant les références utiles à sa vérifiabilité et en les liant à la section « Notes et références ».
 (juillet 2021).
La mise en forme du texte ne suit pas les recommandations de Wikipédia : il faut le « wikifier ».
Les points d'amélioration suivants sont les cas les plus fréquents. Le détail des points à revoir est peut-être précisé sur la page de discussion.
- Les titres sont pré-formatés par le logiciel. Ils ne sont ni en capitales, ni en gras.
- Le texte ne doit pas être écrit en capitales (les noms de famille non plus), ni en gras, ni en italique, ni en « petit »…
- Le gras n'est utilisé que pour surligner le titre de l'article dans l'introduction, une seule fois.
- L'italique est rarement utilisé : mots en langue étrangère, titres d'œuvres, noms de bateaux, etc.
- Les citations ne sont pas en italique mais en corps de texte normal. Elles sont entourées par des guillemets français : « et ».
- Les listes à puces sont à éviter, des paragraphes rédigés étant largement préférés. Les tableaux sont à réserver à la présentation de données structurées (résultats, etc.).
- Les appels de note de bas de page (petits chiffres en exposant, introduits par l'outil «  Source ») sont à placer entre la fin de phrase et le point final[comme ça].
- Les liens internes (vers d'autres articles de Wikipédia) sont à choisir avec parcimonie. Créez des liens vers des articles approfondissant le sujet. Les termes génériques sans rapport avec le sujet sont à éviter, ainsi que les répétitions de liens vers un même terme.
- Les liens externes sont à placer uniquement dans une section « Liens externes », à la fin de l'article. Ces liens sont à choisir avec parcimonie suivant les règles définies. Si un lien sert de source à l'article, son insertion dans le texte est à faire par les notes de bas de page.
- La présentation des références doit suivre les conventions bibliographiques. Il est recommandé d'utiliser les modèles {{Ouvrage}}, {{Chapitre}}, {{Article}}, {{Lien web}} et/ou {{Bibliographie}}. Le mode d'édition visuel peut mettre en forme automatiquement les références.
- Insérer une infobox (cadre d'informations à droite) n'est pas obligatoire pour parachever la mise en page.

Pour une aide détaillée, merci de consulter Aide:Wikification.
Si vous pensez que ces points ont été résolus, vous pouvez retirer ce bandeau et améliorer la mise en forme d'un autre article.
L'église Notre-Dame-de-Pitié est située dans la commune de Tréguennec, en baie d’Audierne, département du Finistère, canton de Plonéour-Lanvern.

## Histoire
L'église actuelle fut d’abord la chapelle castrale des seigneurs de Kerguiffinec, fondateurs prééminenciers, qui firent bâtir en 1537 l’actuel édifice à la place d’une chapelle plus ancienne. Dans les premières années du XIXe siècle l’église paroissial en ruine, située à l’emplacement de la chapelle de saint Alour, est déplacée vers la chapelle « neuve » de Notre-Dame de Pitié des seigneurs de Kerguiffinec.

## Extérieur
La partie centrale du pignon occidental a été refaite au XVIIe siècle dans un style classique. Un porche en plein cintre aux jambages marqués par des pilastres, s’enfonce par une profonde embrasure dans la base de la tour. Au-dessus, une niche à ailerons avec un double arc en plein cintre et un fronton semi-circulaire ayant en son centre la colombe du Saint Esprit, accueille une vierge à l’enfant.
Une grande croix en bas-relief occupe la partie centrale du fût du clocher jusqu’à son premier niveau. Elle repose sur un Golgotha, sa base portant deux tibias croisés surmontés d’un crâne. Un blason occupe la partie supérieure.
Les rampants sont surmontés de crochets à volutes jusqu’au niveau de la nef.
Lors de la Révolte des Bonnets Rouges en 1675, le clocher est abattu. C’est en 1864 que, sur le plan de l’architecte diocésain Joseph Bigot, il est restitué dans un style néo-gothique et s’élève à 24 mètres de hauteur. La base massive sans ornements se finit par une corniche à modillons et doucines. Au deuxième niveau huit baies jumelées avec linteaux à coussinet à l’ouest et à l’est, divisées par un meneau au sud et au nord. Leur base est réunie par une balustrade à mouchettes. La flèche octogonale se compose de quatre gables ajourés de mouchettes et fleuronnés, dont les angles sont ornés de pilastres. La toiture hexagonale est percée d’oculi et les arêtiers sont hérissés de crochets en forme de visages humains.
La façade méridionale est du XVIe siècle (1537) dans un style flamboyant composé d’arcs à accolade, de mouchettes et de décors d’entrelacs de branches.
Au début du XIXe siècle, le porche et la sacristie sont ajoutés avec des éléments pris aux ruines de l’ancienne église paroissiale. La baie du porche est en plein cintre. Surmontée d’une croix elle repose sur trois colonnettes dont les chapiteaux sont dissymétriques : l’un à gauche a une corbeille sculptée et l’autre à droite est lisse.
Avant 1810 la façade méridionale présentait simplement deux portes accotées à la façade.
La première au sud, est encadrée de voussures se finissant en accolade. De chaque côté de la porte deux colonnes dont la partie inférieure est un bossage en pointe de diamant et la partie supérieure torsadée, soutiennent des pilastres à décors de choux frisés. Les voussures sont garnies de branches entrelacées.
La porte nobiliaire qui s’ouvre directement sur le chœur est en plein cintre. Elle est surmontée d’un arc en accolade aux arêtes décorés de choux frisés se finissant par un fleuron. Elle est encadrée de deux pilastres et gardée par deux lions à l’abondante toison, repliés sur eux-mêmes, à la jonction du bandeau à un mètre quatre-vingt du sol. Ce bandeau, constitué d’entrelacs végétaux, court sur toute la façade méridionale et s’arrête à l’est, au mur du bas-côté. Au-dessus de la porte un cartouche a perdu son inscription.
Entre les deux portes, un contrefort à niche, surmonté d’un écusson, renforce l’arc diaphragme. Il était amorti d’un pinacle dont il ne reste que la base.
Une baie en plein cintre à l’extrémité ouest et deux autres en arc brisé au centre et à l’extrémité est, éclairent la nef sur la façade sud. Elles ont des embrasures sans jambage, ni moulure, se finissant par des trilobes et un remplage de mouchettes.
Une sacristie a été ajoutée à la même époque que le porche et masque en partie une ouverture flamboyante composée de deux pilastres torsadés surmontés de pinacles et d’un gable (dans leur partie inférieure ils sont à bossage en pointe de diamant comme pour la porte sud). Elle laisse entrevoir un fleuron qui devait couronner un arc en accolade.
À l’est, le chevet plat est percé au centre d’une verrière à cinq lancettes en plein cintre et dans le collatéral d’une fenêtre au remplage composé d’une mouchette avec deux écoinçons et deux lancettes en plein cintre.
Les rampants des pignons, ornementées de crochets et d’un fleuron sommital, se finissent par des crossettes sculptées de lions couchés.
Au nord, la façade est percée de trois fenêtres, murées à une époque leurs remplages ont été refaits lors de la restauration de 2008 par des lancettes en plein cintre surmontées d’une mouchette.
Deux petites baies à l‘extrémité ouest ouvrent sur l’ancienne sacristie.
Une forte moulure court sur le soubassement du mur sur les trois quarts de la longueur.
Un contrefort ponctue la façade au niveau de l’arc diaphragme en pendant de celui de la façade sud.

## Intérieur
C’est une église de plan rectangulaire à bas-côté unique, de quatre travées et au chevet plat.
La voute lambrissée repose sur de courtes piles hexagonales dans lesquelles viennent se fondre les arcs à pénétration des quatre arcades aux arcs brisés moulurés de tores et de cavets,, Deux arcs diaphragmes séparent pour l'un la nef du chœur et pour l'autre la chapelle seigneuriale du bas-côté.
Dans la partie ouest de la nef, au-dessus de la porte, sont visibles les traces d’appui d’un plancher d’une ancienne tribune. Une porte murée, cachée derrière le retable de saint Sébastien, y donnait accès par l’escalier du clocher.
Une sacristie devait exister dans la partie ouest au fond du collatéral jusqu’à la construction de la nouvelle au début du XIXe siècle. Une fenêtre romane l’éclairait au nord.
Des traces d’implantation d’un ancien jubé sont visibles dans la pile de l’arc diaphragme de la nef. C’était une clôture en forme de tribune qui séparait le chœur de la nef jusqu’au concile de Trente au XVIe siècle, où une chaire à prêcher l’a remplacé.
Les vestiges d’un important décor peint sont encore visibles. Ce sont des motifs de fleurs ou des frises géométriques qui ornent encore les voussures et le mur de l’arc diaphragme.
Au-dessus de la porte du presbytère, dans l’ancienne baie murée, sont scellés une dizaine de vases acoustiques, agissant comme des correcteurs sonores.

### Sablières
La voûte est constituée d’une charpente à chevrons formant ferme et d’un lambris de recouvrement, ponctuée de nervures et de culots en pendentif sur trois rangées correspondant aux retombées des poinçons et des jambettes de la charpente,. La voûte est peinte en bleu et ponctuée d’étoiles à six branches évoquant la voûte céleste.
Dans le chœur les culots ainsi que les sablières sont sculptés d’animaux et de végétaux, d’anges et de banderoles empruntant à la mer son vocabulaire formel fantastique.
Jusqu’au XVIe siècle la réserve d’hosties était suspendue dans une pyxide au-dessus de l'autel montée à l’aide d’une poulie, encore visible sur le quatrième culot de la voûte.
Des gueules de monstres, appelés engoulants, avalent les entraits. Ils ont été reconstitués lors de la rénovation de 2008. L’un des entraits porte deux scènes sculptées par le charpentier restaurateur. Elle représente un homme, se tenant la tête, happé par l’engoulant dont une dent lui découvre le derrière. En face deux félins se poursuivant s’élancent vers la gueule du monstre en courant sur sa langue.

### Mobilier

#### Fonts baptismaux
C’est une double cuve en granit (1), du XVe siècle, sculptée en haut-relief d’un Christ baptisé par saint Jean-Baptiste.

#### Sculptures
La plupart des sculptures pourraient provenir de l’ancienne église paroissiale de Saint-Alour.
Encadrant la porte ouest, placés là au XVIIe siècle dans des niches à colonne corinthiennes en faux marbre et à chapiteaux dorés, aux fûts décorés de guirlandes de fleurs et de pampres, se tiennent de part et d’autre saint Sébastien à droite et saint Jean-Baptiste à gauche.
- Saint Sébastien (3) subit le martyre sous Dioclétien. Condamné à être criblé de flèches par ses propres archers, il survit mais il meurt lapidé. Le saint est dénudé, laissant bien apparaître les flèches enfoncées dans son corps mais son visage reste serein montrant le miracle en train de se produire. Il est l’un des saints les plus honorés en Bretagne, car c’est un intercesseur que l’on invoque pour se préserver d’un péril ou d’une maladie. Il fut ainsi celui qui pouvait protéger du fléau de la peste, car on espérait que les flèches divines qui frappaient les populations de la Mort Noire seraient inoffensives comme les flèches de son supplice[8].
- Saint Jean-Baptiste (2), saint Jean est le dernier prophète de l’ancien testament. En tant que précurseur il est représenté portant l’agneau de Dieu sur les épaules, symbole du sacrifice du Christ. Il a le manteau rouge du martyr, recouvrant une tunique en poils de chameau étroite et courte, portée par les bergers et les prophète.
- Sainte Marguerite (4). Sous les pieds de la sainte se love le dragon d’où elle est sortie saine et sauve après avoir été avalée. Sur le livre qu’elle tient dans la main gauche est marqué son nom et dans la main droite elle tient la palme du martyre. Elle est couronnée, son nom Margaritae signifiant en latin couronne de perles. C’est aussi la couronne de sainteté. Elle est posée sur une console représentant un visage grotesque tirant la langue.
- Saint Yves (1253-1347) patron des avocats (5), des magistrats et avocat des pauvres, est le patron secondaire de la Bretagne après sainte Anne. Le groupe est supposé daté du XVe siècle d’après René Couffon, ou de la fin du XVIe siècle d’après la Plateforme ouverte du patrimoine[7],[9]. Il ne peut être antérieur à la toute fin du XVe siècle où il apparaît dans l’art religieux breton[5]. On le voit ici portant la robe blanche à larges manches de magistrat ecclésiastique, recouvrant la robe talaire et le camail sans capuchon descendant sur les épaules. Il tient un parchemin dans sa main gauche, insigne de sa charge d’official du diocèse de Tréguier. Il est debout entre deux plaideurs rendant la justice en tant qu’avocat. À sa gauche le riche, dont le rang social est marqué par le parchemin, la bourse et l’épée, tend une pièce d’or à saint Yves pour essayer en vain de le corrompre. Le pauvre en guenilles se tient humblement de l’autre côté, la double besace sur l’épaule et le chapeau respectueusement tenu à la main peut-être en signe de reconnaissance du jugement en sa faveur[10],[11].
- Le groupe de trois personnages (6), composé d’un jeune homme glabre et de deux femmes, pourrait être d’après Christiane Prigent, le fragment d’une mise au tombeau comme il y en eut de nombreuses en Bretagne à cette époque. Auquel cas ces figures seraient celles de Jean, de la Vierge et de l’une des trois Maries : peut-être Marie de Magdala, Marie-Salomé ou Marie Jacobé. Christiane Prigent date le groupe du XVIe siècle car on y observe « la rencontre de deux siècles : le XVe avec son génie douloureux, le XVIe avec sa grâce spiritualisée »[12]. Le groupe a été restauré en 1995 par Gilbert Le Goël, où le socle portant l’inscription « LAZARE, MARIE & MARTHE » ajouté lors de la translation de la sculpture dans la nouvelle église, a été retiré.
- Vierge de pitié, placée sur un autel secondaire au pied du même pilier, sculpture de la fin du XVIe siècle (7). Contrairement à l’iconographie conventionnelle, apparue au XIVe siècle en Allemagne du Sud, le Christ, encore couronné d’épine, est dressé presque à la verticale sur les genoux de Marie au visage juvénile et calme. De la main droite celle-ci le soutient sous son bras alors que la gauche est agrippée au perizonium[13],[14]. Le bras droit du Christ est pendant et sa jambe droite forme une grande diagonale avec son corps, alors que la gauche repose sur un genou de Marie, donnant au groupe une tension où se mêlent abandon et retenue. Le pied gauche du Christ s’appuie sur un crâne, rappelant la signification de Golgotha, la « Montagne du crâne », celui d’Adam enterré en ce lieu et dont le sacrifice du Christ rachète la faute. La diagonale du corps du Christ associée au crâne établit une relation entre le terrestre et le divin.
- L’Éducation de la Vierge (XVIe siècle), sainte Anne et Marie sont placées sur une console du pilier du côté gauche du chœur (8). La mère de Marie tient un livre sur lequel est penchée sa fille. Sainte Anne est la patronne des Bretons vénérée par la ferveur populaire mais elle ne fut jamais canonisée officiellement par l’Église qui ne la reconnait comme sainte qu’à partir du XIVe siècle.
- Sur le mur sud, une autre Vierge de pitié du XVIe siècle (9). La Vierge a la tête entourée d’une guimpe et porte un grand manteau à capuche. La guimpe est un signe d'austérité et de sérieux qui convient à la Vierge. Le Christ respecte la position conventionnelle fixée dans la vallée du Rhin vers 1320, du corps horizontal abandonné sur les genoux de sa mère, le bras droit inerte pendant à la verticale. Jean Wirth, voit dans ce groupe, par la substitution du cadavre du Christ à l’enfant Jésus sur les genoux de la Vierge, « le court-circuit entre la petite enfance et la mort, entre l’idylle et le deuil produisant une forte charge émotive »[14],[13].
- Le grand autel en forme de tombeau à trois gradins est du XVIIIe siècle, édifié vers les années 1755 (10). Il porte un grand tabernacle associé aux gradins. Sa porte est entourée de pilastres corinthiens et en son centre est figuré l’agneau mystique couché sur le Livre fermé des sept sceaux de l’Apocalypse. Un dais d'exposition à quatre colonnettes le surmonte.

De chaque côté, deux consoles en encoignure encadrées de colonnes à chapiteaux corinthien et aux fûts décorés de faux marbre, supportent une corniche et un tympan décoré d’une tête d’angelot.
Au centre de chacune des niches deux sculptures. Du côté de l'évangile, saint Alour (11), du XVIIe siècle, troisième évêque de Quimper au VIe siècle et patron de la paroisse. Il est en évêque mitré, crossé et revêtu de la chape et du surplis. Du côté de l'épître, la Vierge du rosaire est une sculpture en plâtre du début du XXe siècle.
- Une statue de saint Pierre (12) est posée dans l’angle gauche de l’autel de la chapelle seigneuriale. Le saint est en costume papal (chape, surplis et robe talaire qui descend jusqu'aux talons), couronné de la tiare. Il devait tenir les clefs et la croix à triple croisillons emblème de sa dignité. Comme les trois couronnes de la tiare, elle représente le triple pouvoir d'ordre, de juridiction et de magistère du pape.
- Dans l’angle droit du même autel saint Herbot (13), en tenue de moine, est le protecteur des bêtes à cornes. Pour cette raison il est largement honoré chez les paysans[15]. On l’invoquait pour obtenir du lait ou du beurre en abondance. Il pourrait provenir de l’ancienne église de Tréguennec où il avait sa place sur un autel secondaire.

Un tabernacle occupe le centre de l’autel seigneurial. Il est sur deux niveaux : dans la partie inférieure la porte, encadrée de deux colonnes, est occupée par une niche dans laquelle un saint Jean-Baptiste porte sur ses épaules un agneau. Au-dessus, sur un fond de draperie semée d’hermines un dais surmonté d’une couronne devait recevoir une sculpture.

### Le vitrail

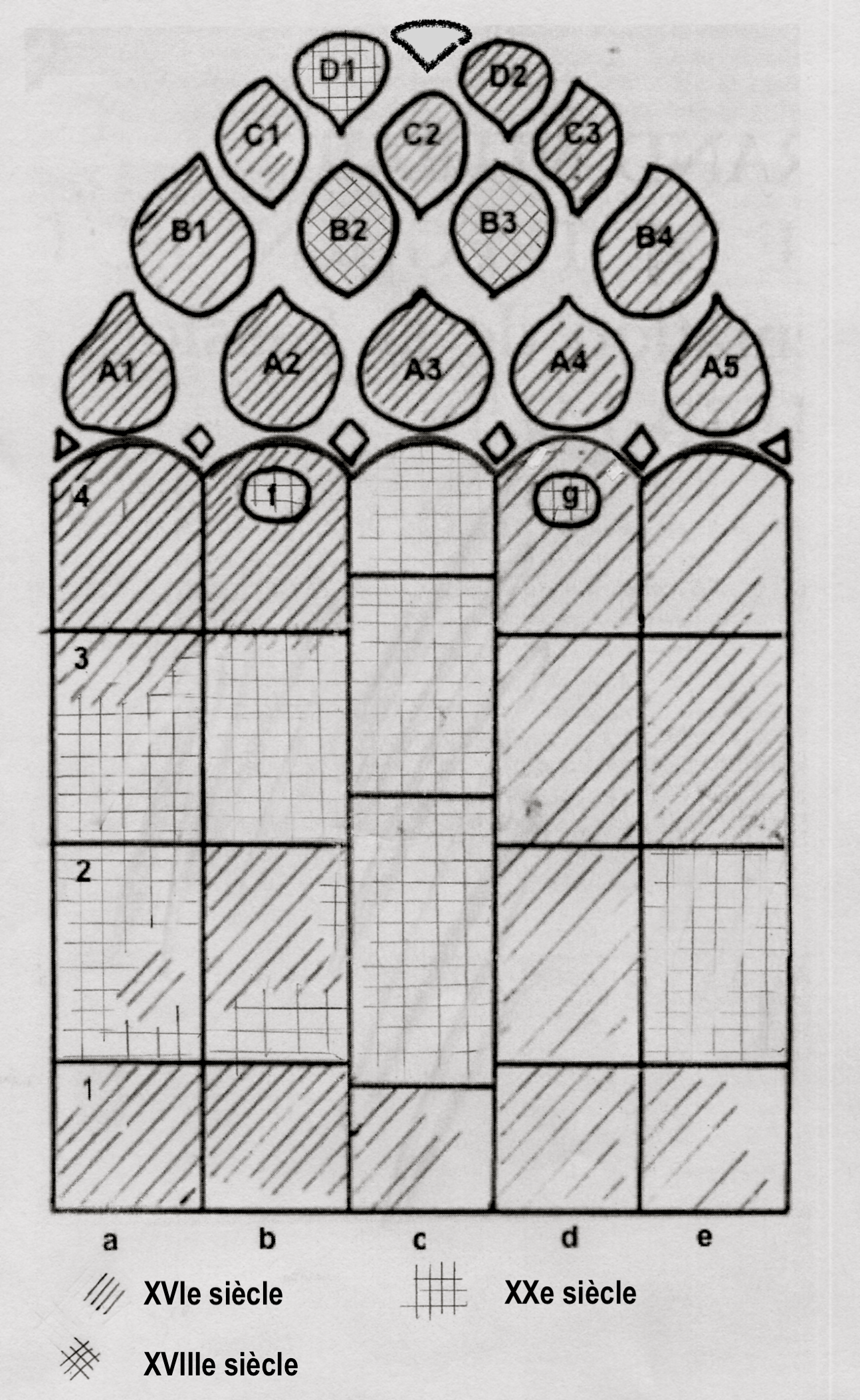
Schéma de la composition du vitrail.

Le chevet plat s’orne d’une maitresse-vitre dont le vitrail conserve d'importants fragments de la deuxième moitié du XVIe siècle représentant la Passion. Les trois cinquièmes sont d’origine et se rapprochent stylistiquement de nombreux vitraux du Finistère comme ceux, entre autres, de Guengat, de Gouezet, de la Roche-Maurice ou de Sainte-Barbe du Faouët, réalisés par l’atelier Le Sodec très actif autour des années 1550 à Quimper. Elle a été restaurée en avril 1964 où de nombreux manques furent complétés comme la Crucifixion centrale mais les plombs de casse furent laissés en place.
Le vitrail est composé de cinq lancettes (a à e du schéma 1) en plein cintre fractionnées en quatre panneaux (1 à 4 du schéma 1) et d’un tympan (A1 à D2) composé d’un réseau de quatorze ajours,.
Au tympan, des anges en grisaille et jaune d’argent tiennent les Arma Christi, les instruments de la Passion (A1 à A5, B1 et B4, C1 et C3). Deux blasons au centre (B2, B3), de facture plus récente (XVIIIe), sont ceux du Bastard et de Kerguiffinec. Les blasons, à droite (B3), se lisent : d'argent à trois fasces de gueules, la première fasce surmontée de trois hermines de sable. Ce sont les armes de la famille du Drémiet, qui posséda longtemps la terre de Kerguiffinec. À gauche (B2), les armes du Bastard, mi-parti d'or à l'aigle impériale de sable et d'azur à une fleur de lys d'or.
Dans la lancette D1 représentation d’un coq et en D2 de poissons. La petite pièce centrale (C2), ronde avec bordure, est ancienne mais probablement d’une autre provenance. On y voit une crucifixion avec la Vierge et saint Jean. Il s’agit d’une rondelle, œuvre du XVIe siècle fabriquée en série sans destination précise.
En l’état actuel, il ne reste plus que dix scènes de la Passion. Dans les panneaux inférieurs (a1 à e1), amputés de moitié au moment de l'installation du tabernacle, le sol a été rehaussé en représentant un dallage de pierre à partir de morceaux anciens.
La première lancette (a) montre l’arrestation du Christ à Gethsémani, le baiser de Judas et Pierre coupant l’oreille de Malchus, le serviteur du grand prêtre Caïphe. L’arche entre les deux scènes sert à la fois de couronnement à la scène inférieure et de support au Jugement de Pilate (a3, a4).
La lancette suivante (b) est occupée dans la partie inférieure par l’Évanouissement de la Vierge (b2), assise au milieu de son ample manteau bleu soutenue par Jean. Au pied de la croix de Dismas (le bon larron, celui qui reconnait en Christ le Sauveur) (b4), une foule de soldats se presse et un notable semble s’adresser à Jean. En haut, Dismas a le visage tourné vers le Christ et son corps est moins contorsionné que le mauvais larron Gesmas situé à gauche du Christ.
Au-dessus de la croix du bon larron un disque doré (f) représente le soleil qui fait pendant à la lune placée au-dessus du mauvais larron (g), use d’une symbolique qui fit son apparition au IVe siècle où la lune du quatorzième jour de l’équinoxe représente la victoire du Christ sur les ténèbres,,. La symbolique se perpétuera jusqu’au XVIe siècle. Le soleil est attribué à Dismas le bon larron, le premier juif converti reconnaissant en Jésus le messie. La lune est placée au-dessus de Gesmas comme symbole du monde illusoire du péché et de la bêtise de ceux qui ne veulent pas reconnaître le fils de l’homme : « Le sot est changeant comme la lune » (Eclé. XXIII, 11). Il était courant également au Moyen Âge de personnifier la nouvelle alliance par le bon larron (le soleil symbole de renouveau, l’ère de la grâce) et celle de la vieille synagogue par le mauvais larron (la lune symbolisant les ténèbres de l’ère de la loi) comme Isidore de Séville le dira dans Allegoriae quaedam Sacrae Scripturae : "Duo latrones populum exprimut judæorum et Gentium".
La lancette centrale est une composition moderne dans un style approximatif, qui s’écarte des crucifixions des verrières similaires provenant de l’atelier Le Gouezec, comme à Guengat, Gouezet, Saint-Mathieu de Quimper ou La Roche Maurice. Dans celles-ci, Marie Madeleine étreint la croix et son manteau rouge s’épanche comme le sang du Christ s’écoulant de la croix. À Tréguennec, elle est maintenant simplement à genoux mains jointes à côté de la croix. Dans la fenêtre à l’est du collatéral on reconnaît dans les morceaux de vitrail en macédoine le visage, la main et le manteau d’une Marie-Madeleine qui pourraient provenir de l’ancienne verrière.

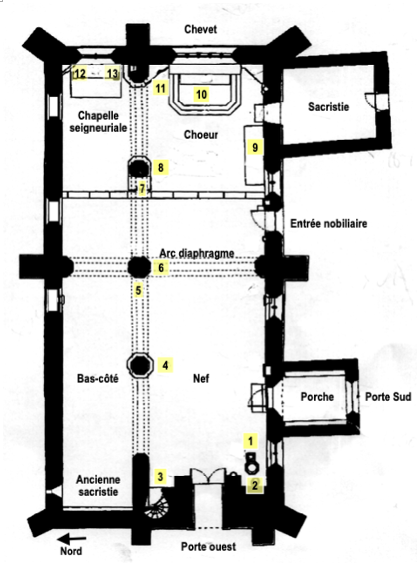
Position du mobilier dans l'église.

La quatrième lancette (d) est la mieux conservée de l’ensemble. En (d2) un cavalier richement vêtu, coiffé d’un turban, accompagné d’un chien comme on en retrouve dans plusieurs verrières de l’atelier quimpérois, se tient au pied de la croix de Gismas. C’est le même cavalier énigmatique que l’on retrouve dans des verrières similaires du Finistère réalisées par l’atelier Le Sodec. Il a le visage tendu vers le Christ et un geste de la main droite semble prendre à témoin l'assistance. Sans pouvoir identifier précisément ce cavalier (tantôt Joseph d’Arimathie, tantôt un cavalier romain), Françoise Gatouillat et Michel Hérold y voient, comme dans un fragment de vitrail provenant de Langolen et conservé au musée Breton de Quimper, le sanhédrin au pied de la croix. Le sanhédrin étant un tribunal, le cavalier pourrait en être son représentant.
Au-dessus, le corps contorsionné du mauvais larron est surmonté du disque argenté de la lune et son visage se détourne du Christ.
La dernière lancette est occupée par la Descente de croix (e2, e3) où l’on voit Joseph d’Arimathie et Nicodème supportant le corps du Christ, et dans la partie inférieure refaite en 1964, saint Jean lui tenant les pieds. La scène est délimitée par une arche, (comme en a3), à la fois couronnement de la Descente de croix et support de la Résurrection placée au-dessus (e3, e4). Le Christ triomphant revêtu du manteau pourpre, s’élève au-dessus du caveau où un soldat est endormi.
Les vitraux des fenêtres du collatéral sont composés à partir de fragments d’anciennes verrières bouleversées et recomposées en panneaux de macédoine (baie I de la fenêtre du bas-côté, mur est).

## Les restaurations
Une première restauration en 1863, refait le clocher et les remplages des baies du sud. En 1964 la lancette centrale (c) de la crucifixion ainsi que la partie inférieure de la lancette (e) ont été refaites.
D’autres restaurations sont exécutées en 2008. Les baies du nord murées, sont rouvertes et complétées d’un remplage gothique. La charpente, les corniches et les blochets de la charpente ont été déposés pour être traités en atelier. Certaines pièces, comme les entraits du chœur coupés à une période antérieure ont été restitués à l'identique. Les vitraux des petites fenêtres ont été complétés par des macédoines ou par des compositions géométriques. L’ensemble de la charpente a été rechampie en bleu et les murs recouverts d’un blanc de chaux uniforme.